# Рение III
Принц Рение III (на френски: Rainier III, пълно име – Рение Луи Анри Максенс Бертран Грималди на френски: Rainier Louis Henri Maxence Bertrand Grimaldi) е глава на Княжество Монако (1949 – 2005). Той е тринадесетият принц на Монако от династията Грималди.

## Живот
Син е на принцеса Шарлот Луиз Жулиет (1898 – 1977) и принц Пиер дьо Полиняк (1895 – 1964).
Рение III започва своето образование в училището „Св. Леонардс“ в Англия, след това преминава в частното английско училище Стоу. Продължава образованието си в училището-интернат Роси (Institut Le Rosey) в Швейцария, а впоследствие завършва престижния парижки университет „Институт за политически изследвания“ (Institut d'Études Politiques de Paris).
На 18 април 1956 г. Рение III се жени за американската актриса Грейс Кели, която напуска кариерата си в Холивуд и заживява като съпруга на принца в Монако. Двамата са родители на три деца.
След смъртта на принц Луи II на 9 май 1949 г. Рение III поема управлението на Монако. Пет години по-рано – на 30 май 1944 г., коронованата принцеса Шарлот Жулиет, дъщеря на Луи II и майка на Рение III, се произнася в полза на сина си по отношение на престола на Монако.
В ролята си на принц на Монако Рение III е отговорен за изготвянето на новата конституция на княжеството. Въведените промени са свързани с прекратяването на автократичния модел на управление, върховни органи на власт вече са принцът и Националният съвет, съставен от осем избрани члена.
През 1982 г. съпругата на принца Грейс Кели умира вследствие на автомобилна катастрофа и претърпени два мозъчни кръвоизлива. След смъртта ѝ Рение III не се жени повторно.
В продължение на 56 години Рение Грималди III управлява Княжество Монако. Той е вторият, който най-дълго е заемал поста управляващ монарх. Нарежда се непосредствено след тайландския крал Рама IX и предшества британската кралица Елизабет II. През този период са се сменили 7 френски президенти и 4 папи.
Периодът на управлението на Рение III е благодатен за Монако. За това време принцът успява да насочи икономиката на държавата̀ от бизнеса с казината (достигащ 45 % от доходите в началото) към банковото дело, туризма и високите технологии; да увеличи площта на княжеството с 20% – най-вече за сметка на морето. Ежедневно около 40 хил. французи идват в Монако да работят.
Принц Рение III е световноизвестен филателист. Смята се, че той е авторът на твърдението, че пощенските марки са „най-добрият посланик на страната“.
Богатството на династията се оценява на 2 млрд. долара, а ежегодните ѝ разходи са 10 милиона.
Принц Рение III умира в Монако на 6 април 2005 г.

## Деца
- принцеса Каролин Луис Маргарет Грималди (* 23 януари 1957)
- принц Албер Александър Луис Пиер Грималди (* 14 март 1958), престолонаследник и настоящ глава на държавата (Албер II)
- принцеса Стефани Мари Елизабет Грималди (1 февруари 1965)